# Tinqueux
Tinqueux település Franciaországban, Marne megyében. Lakosainak száma 10 662 fő (2022. január 1.). Tinqueux Bezannes, Champigny, Les Mesneux, Ormes, Reims, Saint-Brice-Courcelles és Thillois községekkel határos.

## Népesség
A település népessége az elmúlt években az alábbi módon változott:
| Lakosok száma | 7394 | 8014 | 10 154 | 10 061 | 10 023 | 10 073 | 10 030 | 10 294 | 10 456 | 10 662 |
|               | 1968 | 1982 | 1990   | 2006   | 2013   | 2015   | 2017   | 2019   | 2020   | 2022   |